# Сакахоґі

35°25′36″ пн. ш. 136°59′7″ сх. д. / 35.42667° пн. ш. 136.98528° сх. д.
Сакахо́ґі (яп. 坂祝町, さかほぎちょう, МФА: [sakahogʲi t͡ɕoː]) — містечко в Японії, в повіті Камо префектури Ґіфу. Станом на 1 квітня 2009 площа містечка становила 12,89 км². Станом на 1 липня 2011 населення містечка становило 8429 осіб.